# Luc Van Lierde
Luc Van Lierde (Bruges, 14 aprile 1969) è un triatleta belga.

## Carriera
Luc Van Lierde ha gareggiato nel triathlon sin dal 1990. Ha vinto due volte l'Ironman Hawaii, l'evento di triathlon più prestigioso a livello mondiale, diventando così campione del mondo.
La carriera internazionale di Van Lierde inizia nel 1990 quando si è classificato 4º ai Campionati del Mondo Triathlon su distanza olimpica.
Nella distanza Ironman - che coinvolge 3,8 km nuoto, 180 km in bicicletta e una maratona finale da correre (42,2 km) - si è classificato tra i primi dieci nel Campionato Europeo per tre volte tra il 1990 e il 1995.
Il 1996 è stato un anno decisivo per Luc Van Lierde, quando è diventato vice campione del Mondo ai mondiali di triathlon di Cleveland e ha vinto i campionati europei di triathlon di Szombathely.
La sua reputazione di triatleta tra i migliori di sempre ha posto le radici proprio nel 1996, quando si è aggiudicato anche il Triathlon di Nizza, diventando Campione del mondo di triatlhon long distance.
Ha conseguito il suo miglior successo alle Hawaii. Luc Van Lierde è stato il primo europeo a vincere il campionato del mondo Ironman alle Hawaii, registrando un tempo finale di 8:04:08 e battendo, in tal modo, il record esistente stabilito da Mark Allen nel 1993 di tre minuti.
Luc Van Lierde ha, poi, stabilito il record su distanza ironman sempre nel 1997, con un tempo di 07:50:27 (0:44, 4:28, 2:36, più le transizioni) all'Ironman Europe. Tale record è rimasto imbattutto fino al 3/07/2011 quando Marino Vanhoenacker, atleta belga, all'Ironman Austria ha fatto segnare il nuovo record di 7:45:59 (46:49 nuoto, T1 2:19, 4:15:36 bici, T2 1:48, 2:39:24 corsa).
Assente dall'Ironman nel 1998, a causa di un intervento chirurgico, ha comunque vinto il premio di "Personalità Belga dello Sport" dell'anno.
Nel 1999 ha nuovamente vinto il Campionato Mondiale Ironman alle Hawaii. Nello stesso anno, ha ricevuto il premio "Gigante delle Fiandre", riconoscimento assegnato dalla sezione dall'Associazione dei giornalisti professionisti.
Van Lierde negli ultimi anni ha avuto problemi fisici, in particolare ha sopportato gli effetti di una lesione al tendine d'Achille, che lo ha particolarmente penalizzato nelle performance.

## Titoli
- Ironman Hawaii - 1996, 1999
- Campione del mondo di triathlon long distance (Élite) - 1997, 1998
- Campione europeo di triathlon (Élite) - 1996
- Ironman
  - Europe - 1997
  - Malaysia - 2003, 2004